# The Real L Word
The Real L Word è un programma televisivo statunitense di genere reality show, interamente dedicato al lesbismo, l'amore fra donne. La serie è andata in onda su Showtime nelle due edizioni 2010 e 2011, ciascuna delle quali composta da nove episodi.
La trasmissione si ispira alla serie di successo The L Word (andata in onda in Italia su LA7 e sul canale satellitare Jimmy), la prima in assoluto sull'amore saffico, andata in onda per 6 edizioni fra il 2004 e il 2009.
Il programma è ideato da Ilene Chaiken, stessa autrice del telefilm. Il primo episodio è stato trasmesso negli Stati Uniti il 20 giugno 2010 su Showtime, mentre in Italia è stata trasmessa nel 2011 su E! Entertainment.

## Personaggi principali
Prima stagione:
- Mikey Koffman (34 anni, agente di moda, fidanzata e futura moglie di Raquel Castaneda);
- Whitney Mixter (27 anni, artista di effetti speciali, ex fidanzata di Romi Klinger, Tor Morgan è fidanzata con Sara Bettencourt);
- Tracy Ryerson (29-30 anni, produttrice esecutivo di film e serie TV, fidanzata di Stamie Karakasidis, sorella di Amy Ryerson e Audrey Ryerson);
- Stamie Karakasidis (madre, agente immobiliare);
- Jill Slone Goldstein (33 anni, scrittrice, fidanzata e futura moglie di Nikki Weiss);
- Nikki Weiss (37 anni, giornalista);
- Rose García (35-36 anni, ex fidanzata di Natalie Hornedo);
- Natalie Hornedo.

Seconda stagione:
- Whitney Mixter (28 anni);
- Kacy Boccumini;
- Francine Beppu;
- Chanel Brown;
- Claire Moseley;
- Sajdam Golde;
- Cori McGinn-Boccumini;
- Rachel Rodriguez.

Terza stagione:
- Whitney Mixter
- Kiyomi McCloskey
- Amanda Leigh Dunn
- Lauren Bedford Russell
- Laura Petracca
- Veronica Sanchez
- Somer Bingham
- Kacy Boccumini
- Sara Bettencourt
- Romi Klinger
- Cori McGinn-Boccumini

## Personaggi minori
Prima stagione:
Romi Klinger, Victoria Dianna, Sara Bettencourt, Raquel Castaneda (31 anni), Alyssa Morgan (cugina di Tor Morgan), Tor Morgan, Scarllet Hernandez, Amy Ryerson (27 anni), Audrey Ryerson (24 anni).
Seconda stagione:
Romi Klinger, Sara Bettencourt, Alyssa Morgan, Kelsey Chavarria.

## Descrizione
Il reality, come la serie The L Word, è ambientato a Los Angeles, in California. Le protagoniste sono donne e ragazze comuni realmente lesbiche, seguite 24 ore su 24 dalle telecamere.
Così le descrive la critica televisiva Chiara Maffioletti presentando la nuova serie sul Corriere della Sera:
"... Sono sei donne, tra i 27 e i 37 anni. Tutte decisamente diverse tra loro, proprio come nella serie. La bionda Mikey, occhi azzurri e braccia completamente tatuate, lavora in una galleria fotografica. C'è Whitney, lunghi capelli rasta e trucco marcato, è la più giovane e non nasconde la sua passione per l'aspetto più fisico e carnale dell'amore. E ancora Rose, sensualissima rubacuori, molto somigliante a Eva Mendes (forse con qualche chilo in più ma non per questo meno bella). Nel cast c'è anche Tracy, sguardo pulito e sorriso contagioso. Dopo aver svelato il proprio orientamento sessuale il rapporto con la madre è leggermente cambiato. E infine una coppia alle prese con le nozze: l'insicura Jill e la manager Nikki. Nikki in passato è già stata sposata con un uomo; in una delle anteprime dello show, ha svelato: «Il fratello di Jill è stato il mio primo fidanzatino: in qualche modo era destino che rimanessi in famiglia». Donne diverse dunque, con problemi diversi: c'è chi cerca l'anima gemella e chi invece non riesce a non passare di avventura in avventura.
Per tutte, comunque, ancora troppi cliché da abbattere. È proprio questo uno degli obiettivi dello show, e per questo si è scelto di mantenere un'altra analogia con la serie, ossia non censurare le scene di intimità tra donne. Baci, certo. Ma anche sesso. Tutto quello che fa davvero parte della vita di queste sei donne. C'è dunque la tenerezza — abbracci, carezze, coccole — ma vengono mostrati anche il desiderio, la passione. Proprio come succede nella realtà. Le telecamere seguono le protagoniste del reality durante le loro giornate con l'intento di descrivere storie autentiche di personaggi indubbiamente interessanti, parte di un universo ancora poco esplorato e conosciuto, come spiega l'ideatrice sia di The L Word sia della sua trasformazione in reality Ilene Chaiken: «Con la serie non abbiamo finito di raccontare storie sull'amore tra donne e così è nato questo nuovo progetto: l'intento è divertire ma soprattutto far luce e capire qualcosa in più su chi appartiene davvero al mondo lesbo»."